# نیولوسدرخت
نیولوسدرخت (به هلندی: Nieuw-Loosdrecht) یک منطقهٔ مسکونی در هلند است که در ویده‌میرن واقع شده‌است. نیولوسدرخت ۵٬۷۵۰ نفر جمعیت دارد.